# Naftali Temu
Nabiba Naftali Temu  (ur. 20 kwietnia 1945 w Sotik, zm. 10 marca 2003 w Nairobi) – kenijski lekkoatleta długodystansowiec, mistrz olimpijski.
Rozpoczął karierę międzynarodową na igrzyskach olimpijskich w 1964 w Tokio. Zajął tam 49. miejsce w biegu maratońskim, a biegu na 10 000 metrów nie ukończył. Na pierwszych igrzyskach afrykańskich w 1965 w Brazzaville zajął 2. miejsce w biegu na 5000 metrów za swym rodakiem Kipchoge Keino. W 1966 zwyciężył w biegu na 6 mil na igrzyskach Imperium Brytyjskiego i Wspólnoty Brytyjskiej w Kingston, a na 3 mile zajął 4. miejsce.
Na igrzyskach olimpijskich w 1968 w Meksyku tylko Mamo Wolde z Etiopii był w stanie wytrzymać tempo podyktowane przez Temu w biegu na 10 000 metrów. Wolde wyszedł na prowadzenie na ostatnim okrążeniu, ale Temu wyprzedził go na 50 metrów przed metą i Zdobył złoty medal. Cztery dni później w finale na 5000 metrów Temu zdobył brązowy medal przegrywając tylko z Mohammedem Gammoudim z Tunezji i Kipchoge Keino. Startował także w biegu maratońskim. Do 30 kilometra toczył pojedynek z Mamo Wolde, ale potem nie wytrzymał jego tempa i ukończył bieg na 19. miejscu.
Później Temu nie odnosił sukcesów. Zajął 19. miejsce w biegu na 10 000 metrów na igrzyskach Wspólnoty Brytyjskiej w 1970 w Edynburgu. Na igrzyskach olimpijskich w 1972 w Monachium odpadł w eliminacjach na tym dystansie. Zakończył wyczynowe uprawianie lekkiej atletyki w 1973. Prowadził potem farmę w North Mugirango otrzymaną w darze od prezydenta Jomo Kenyatty.
Zmarł w 2003 na raka prostaty. Mógł być zdiagnozowany dużo wcześniej, ale nie miał 600 dolarów na potrzebne badania.